# Musique d'orgue
La musique d'orgue est la musique qui est écrite pour être jouée sur un orgue. Les rapports entre la musique d'orgue et l'instrument auquel elle est destinée se sont développés à chaque époque de leur histoire à peu près de la même façon. La musique progresse en dehors de l'orgue, volontiers archaïsant ; les organistes improvisateurs s'efforcent de transposer la nouvelle musique sur leur vieil instrument tout en demandant aux facteurs de nouvelles ressources ; ceux-ci répondent plus ou moins vite et proposent, après des tâtonnements et des inventions, un nouveau type d'orgue sur lequel on improvise longtemps encore tout en écrivant une musique à l'ancienne mode ; enfin apparaît une musique d'orgue écrite appropriée au nouveau type. Mais à ce moment, un nouveau cycle est déjà en route. 
Il est peu probable que le « positif de teneure » (ou « de teneur » en français actuel) ait servi à inventer la voix organale de la diaphonie, mais, une fois confiée à ses tuyaux, cette voix s'y trouve à l'aise et élargit ses valeurs. Le portatif emprunte son répertoire soit à la chanson monodique soit plutôt aux instruments (vièle, flûte) qui l'accompagnaient déjà, sauf à se trouver, ce faisant, un style propre. Ces deux instruments ne sont encore que des « parties » de la polyphonie, le premier étant le plus utile, pour les voix architecturales (ténor, plus tard basse). 
L'orgue participera ainsi tant à la musique vocale dans toute son histoire ou presque, qu'à la musique orchestrale à bien des époques, et pas seulement dans le domaine religieux.

## Des origines auXVesiècle
C'est pour soutenir puis remplacer la polyphonie que commença la musique d'orgue proprement dite. Très tôt, il fallut combler les temps morts de l'office (le grand orgue est pour cinq siècles uniquement d'église) par des préludes, interludes, postludes, de dimensions médiocres mais imprévisibles, qu'il faut improviser. La formation de l'organiste étant vocale, il improvise dans le même style, qu'il adapte peu à peu à l'instrument. Aussi est-il très difficile d'isoler les premières œuvres d'orgue. L'indice caractéristique en est l’ornementation (Coloratur) dont les procédés sont enseignés dans les tablatures, premières méthodes de composition et recueils de musique d'orgue (tablature dite de Robertsbridge [vers 1325], de Faenza, de Wilkia, d'Ileborgh [avant 1450], de Conrad Paumann (l'un des premiers organistes dont le nom soit connu), recueil de Buxheim). C'est là le répertoire international de l'orgue à grand plein jeu, dont la mode se prolonge tard dans le XVIe.

## XVIesiècle
Ce n'est pas l'apparition de l'orgue à registres, mais l'influence et la vogue du luth qui accentuent le mouvement vers le style orné et une écriture plus harmonique. 
Les Allemands vont surtout dans le premier sens, raffinant, à la fin du siècle, les procédés de coloration jusqu'à l'automatisme et la froideur (Sebastian Virdung, Arnold Schlick au sud, Paul Hofhaimer et ses disciples Hans Buchner, Hans Kotter, Leonhard Kleber, Ottmar Nachtgall dit Luscinius, Fridolin Sicher, plus tard Elias Nicolaus Ammerbach, B. Schmid, Johann Rühling, Jacob Paix ; d'autre part le Flamand italianisé Heinrich Isaac, son disciple Ludwig Senfl). 
En France, une école d'inspiration plus vivante ne nous est connue que partiellement par les publications de Pierre Attaingnant (1531). 
Les Italiens ou les Flamands installés en Italie ont très tôt transposé à l'orgue les conquêtes de la musique de luth : ainsi naquit vers 1520 le ricercare d'orgue, enrichi peu à peu par les méthodes traditionnelles du contrepoint (Marco Antonio Cavazzoni, Jacques Buus, Adrien Willaert, Jean de Macque). La canzone suit une courbe analogue à partir de la chanson profane, tandis que la toccata, issue plutôt de la fanfare de cuivres, se confond avec le prélude (intonation), puis s'enrichit d'intermèdes fugués, de ricercare (Palestrina, Girolamo Cavazzoni, Annibale Padovano, Girolamo Diruta, Claudio Merulo, Antonio Valente, les deux Gabrieli). L'influence des Vénitiens se répand en Allemagne (Hans Leo Hassler, Johann Woltz, Simon Lohet, Michael Praetorius, Charles Luython, Christian Erbach). 
La péninsule ibérique connaît le ricercare sous le nom de tiento (tento en portugais) (Santamaria, Cabezón, Paiva, Pimentel, Clasigo).

## XVIeetXVIIesiècles
Les organistes français cultivent diverses formes contrapuntiques de caractère international : fantaisie (Guillaume Costeley, Eustache du Caurroy, Claude Lejeune, Charles Guillet, Charles Racquet, Louis Couperin), fugue et caprice (François Roberday, Jean-Henri d'Anglebert), recherche - équivalent du ricercare (Jehan Titelouze) avant l'apparition d'un style proprement français influencé par la musique de clavecin. 
En Angleterre, la musique d'orgue, d'abord issue de la musique vocale comme partout ailleurs en Europe, avec les « In nomine » (Thomas Tallis, William Byrd, Adrian Batten, William Blythemann) subit l'influence du virginal pour sa coloration particulièrement vivante et mondaine qui ajoute à des genres correspondants pratiqués ailleurs, voluntary, fancy, le ground ou air à variations sur basse obstinée (Thomas Morley, Orlando Gibbons, Giles Farnaby), dans un style il est vrai assez peu organistique (même chez John Blow, Matthew Locke, Henry Purcell). 
Transporté sur le continent (en particulier par l'exil vers les Pays-Bas d'organistes anglais catholiques : Peter Philips, John Bull), le style d'outre-Manche y féconde les apports italiens chez Jan Pieterszoon Sweelinck : il marque l'adaptation définitive de la pensée musicale à l'orgue à registres et à deux claviers (fantaisies « en écho »), au moment où celui-ci est déjà dépassé. Néanmoins Sweelinck est chef d'école autant qu'aboutissement : de lui sort toute l'école d'Allemagne du Nord et du Centre, qui se contentera d'ajouter à son enseignement la pratique du choral (Samuel Scheidt, Heinrich Scheidemann, Johann Adam Reinken, Melchior Schildt, Werner Fabricius, Jacob Praetorius, Matthias Weckmann, Van Noordt, Van den Kerkhoven et Franz Tunder même, bien qu'il eût été d'abord l’élève de Girolamo Frescobaldi).
Dans le sud au contraire, l'influence italienne reste prépondérante (H. Hassler, Kindermann, Johann Ulrich Steigleder) et Georg Muffat, puis Johann Speth et Johann Caspar Ferdinand Fischer y ajoutent celle du style lulliste. 

L'Italie ne recherche plus les grandes innovations : elle a seulement enrichi en profondeur les genres connus, soit en disciplinant la forme soit en recourant au contrepoint pour créer un style de plus en plus fugué ou profitant des conquêtes d'un Monteverdi (Luzzasco Luzzaschi, Vincenzo Bellavere, Gioseffo Guami, Antonio Romanini, Paolo Quagliati, Monaro, Adriano Banchieri, Bernardo Pasquini). Le mouvement s'achève avec Frescobaldi, dont la leçon fut colportée dans l'Europe entière par Froberger : toute d'intériorité chez le maître, elle se fige vite chez les disciples (Michelangelo Rossi, Fabrizio Fontana, Alessandro Poglietti, Gregorio Strozzi, Wolfgang Ebner, Strungk, Johann Kaspar Kerll, Scherrer, Richter).
Un peu à l'écart du développement européen de la musique d'orgue, la péninsule ibérique commence aussi sa stagnation, malgré des musiciens de valeur dont quelques méconnus (Coelho, Correa de Arauxo, Juan Cabanilles, Elias Oxinagua, de Heredia).

## DuXVIIeauXVIIIesiècle
La France et l'Allemagne sont les deux principales régions où se développe de façon importante le répertoire organistique pendant ces deux siècles, les deux nations élaborant chacune un style qui lui est propre, fortement influencé par la religion dominante.   

### En France

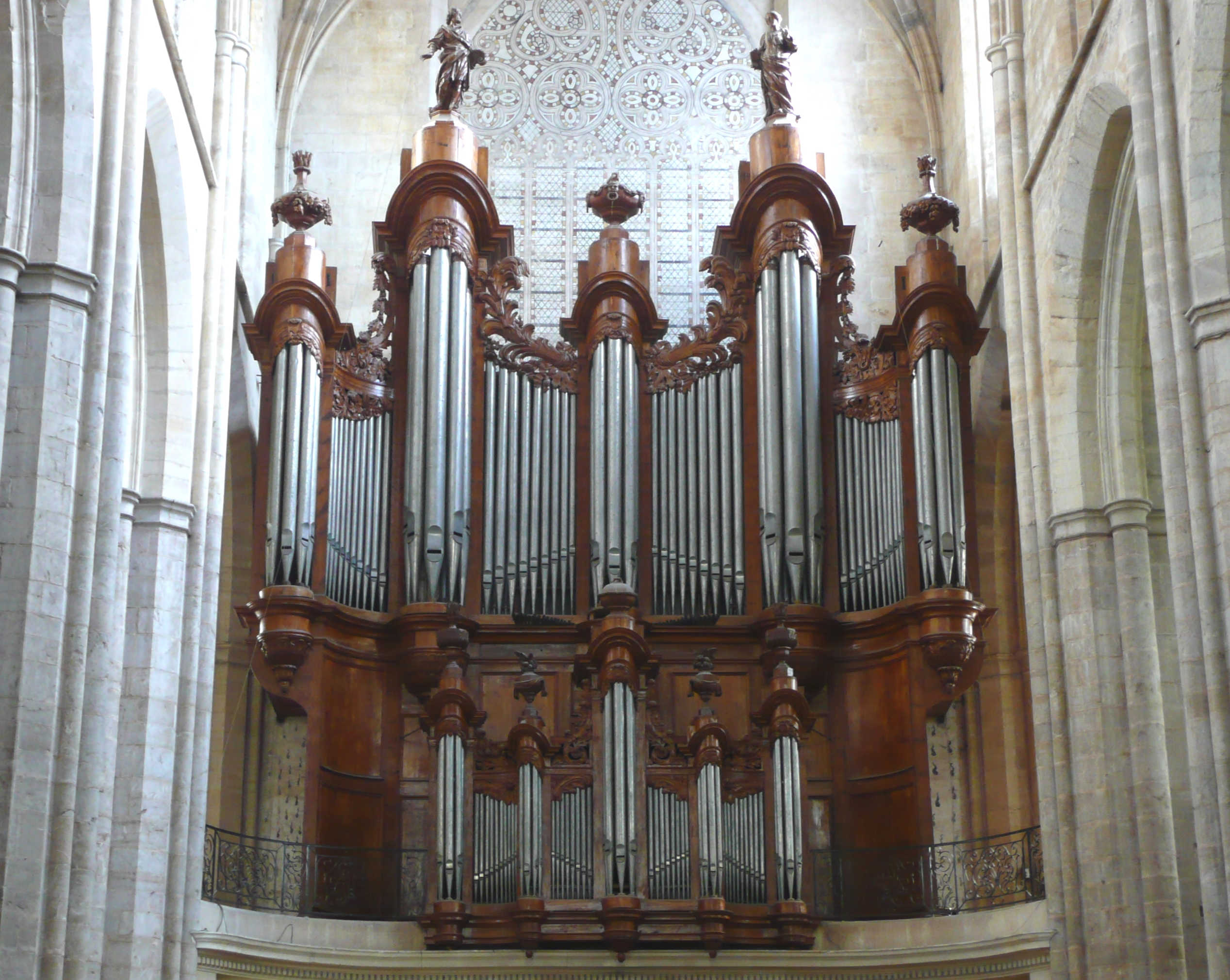
L'orgue de Saint-Maximin-la-Sainte-Baume par Jean-Esprit Isnard

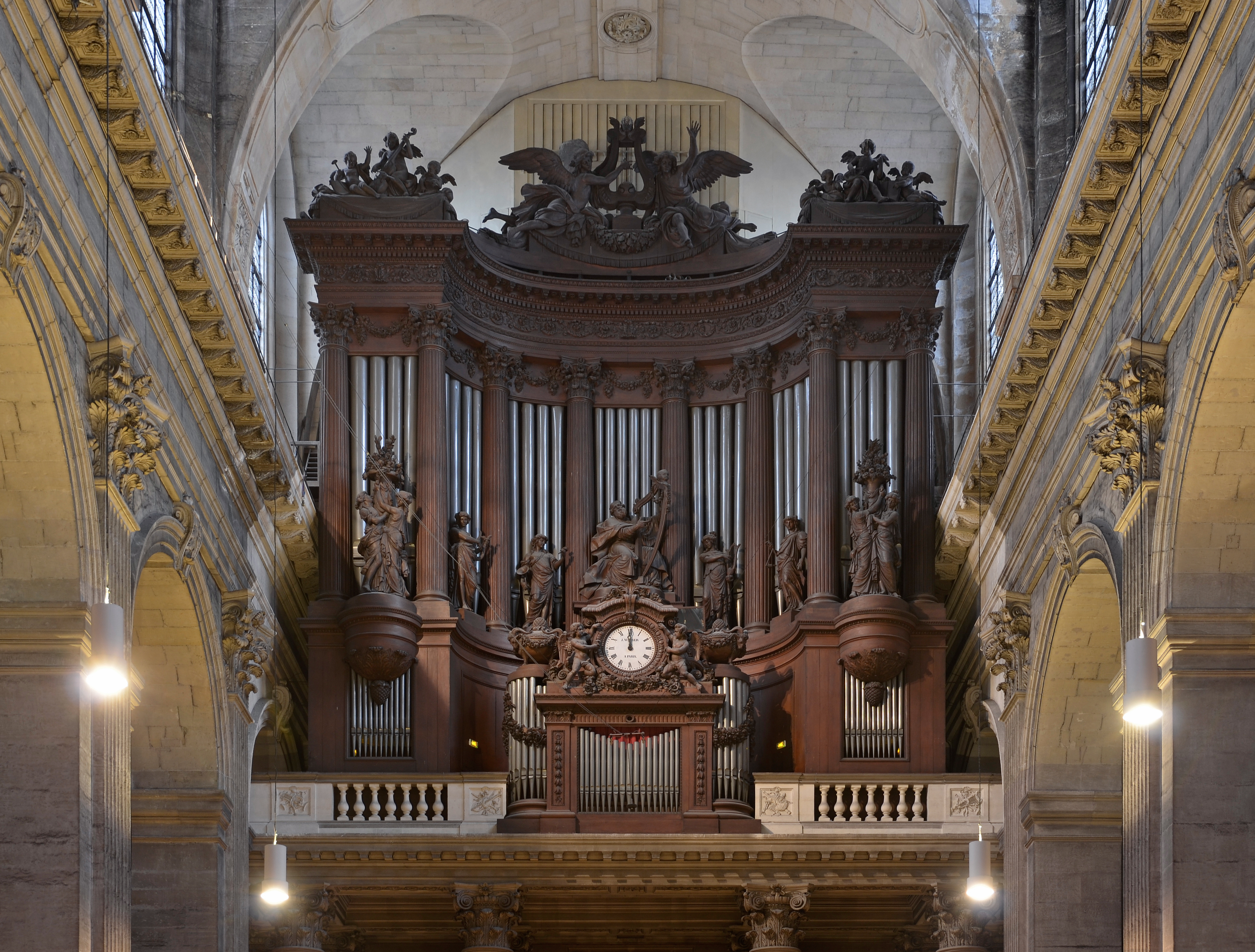
L'orgue de l'église Saint-Sulpice à Paris, par François-Henri Clicquot et reconstruit par Aristide Cavaillé-Coll

En France une véritable révolution se fait, fondée à la fois sur le succès de l'air accompagné et sur les ressources (dont on commence à prendre conscience) de l'orgue français classique. Si les formes de la musique de clavecin dominent encore chez Du Mont, Denis, Richard, Geoffroy, Joseph Chabanceau de La Barre, Charles Piroye, le tournant se lit dans l'œuvre de Louis Couperin.
L'orgue pendant cette période reste de façon prépondérante l'instrument de la liturgie catholique, ce qui induit des pièces de courte durée compatibles avec le déroulement du cérémonial. Un appel minimal, sauf exception, est fait aux parties jouées au pédalier, du fait du caractère peu pratique de sa disposition « à la française ». Les formes privilégiées sont : Plein Jeu, Grand Jeu, Fond d'orgue, Duo, Trio, Récit, Dialogue, Echo, Fugue (cette dernière beaucoup moins développée que ches les allemands) ...    
Les organistes prennent l'habitude de faire imprimer leurs pièces, ce qui en permet une diffusion plus large ; le premier à le faire est Jehan Titelouze (1623 et 1626), suivi bien plus tard par François Roberday (1660). Ils les accompagnent de préfaces qui sont des sources appréciables concernant la registration, les ornements. 
Mais le nouveau style est fixé par la « génération de 1665 », Guillaume-Gabriel Nivers, l'anonyme de Marguerite Thierry puis Nicolas Lebègue, Nicolas Gigault : c'est une série de formes à registration prédéfinie (récit de cornet, basse de trompette ou de cromorne, tierce en taille, dialogues, duos et trios). Le tout peut s'organiser selon les récentes règles du cérémonial, en messes, Magnificat, hymnes, au sein d’une unité tonale déterminée (dans les tons ecclésiastiques traditionnel) et dans un ordre vite normalisé ou constituer des suites pour orgue sans destination liturgique précise, comprenant de rares et courtes fugues. 
Il s'y ajoute une recherche de formes construites (symphonie, venue de l’Allemagne, offertoire créé à partir de l'ouverture lulliste, noël, forme de l'air varié particulière à la France). 
La génération suivante donne des œuvres plus riches et quelques sommets (André Raison, Gilles Jullien, Jacques Boyvin, François Couperin, Louis Marchand, Nicolas de Grigny, Gaspard Corrette). 
Le pays de Liège, à maints égards tourné vers la France, suit sans grand retard (Lambert Chaumont). 
Ensuite, la pratique générale du clavecin affaiblit le style des organistes (Jean-Adam Guilain, Pierre Du Mage, D'Andrieu) ou le contamine complètement (Michel Corrette, puis Nicolas Siret, Louis-Antoine Dornel, Pierre Février, Dufour, Claude Balbastre enfin Jean-François Tapray). D'autres sont orientés vers la mélodie par la musique d'opéra (Louis-Nicolas Clérambault, François d'Agincourt, sans doute Antoine Calvière et Armand-Louis Couperin dont presque aucune œuvre n'est conservée). 
Des modestes ou des virtuoses se sauvent par le noël varié (Pierre D’Andrieu, D’Aquin, Balbastre, Guillaume Lasceux, N. Chauret), tandis que les musiciens plus sérieux s'essaient à des fugues assez pauvres (Lasceux, Jean-Jacques Beauvarlet-Charpentier, Nicolas Séjan, Gervais-François Couperin, Marrigues et Van Helmont, Van den Gheyn, en Belgique). 
Au début du XIXe siècle, Boëly fait figure d'original en sachant son métier (il joue de l'orgue comme un organiste et non comme un claveciniste) et s'inspirant des maîtres du passé, même allemands.

### En Allemagne

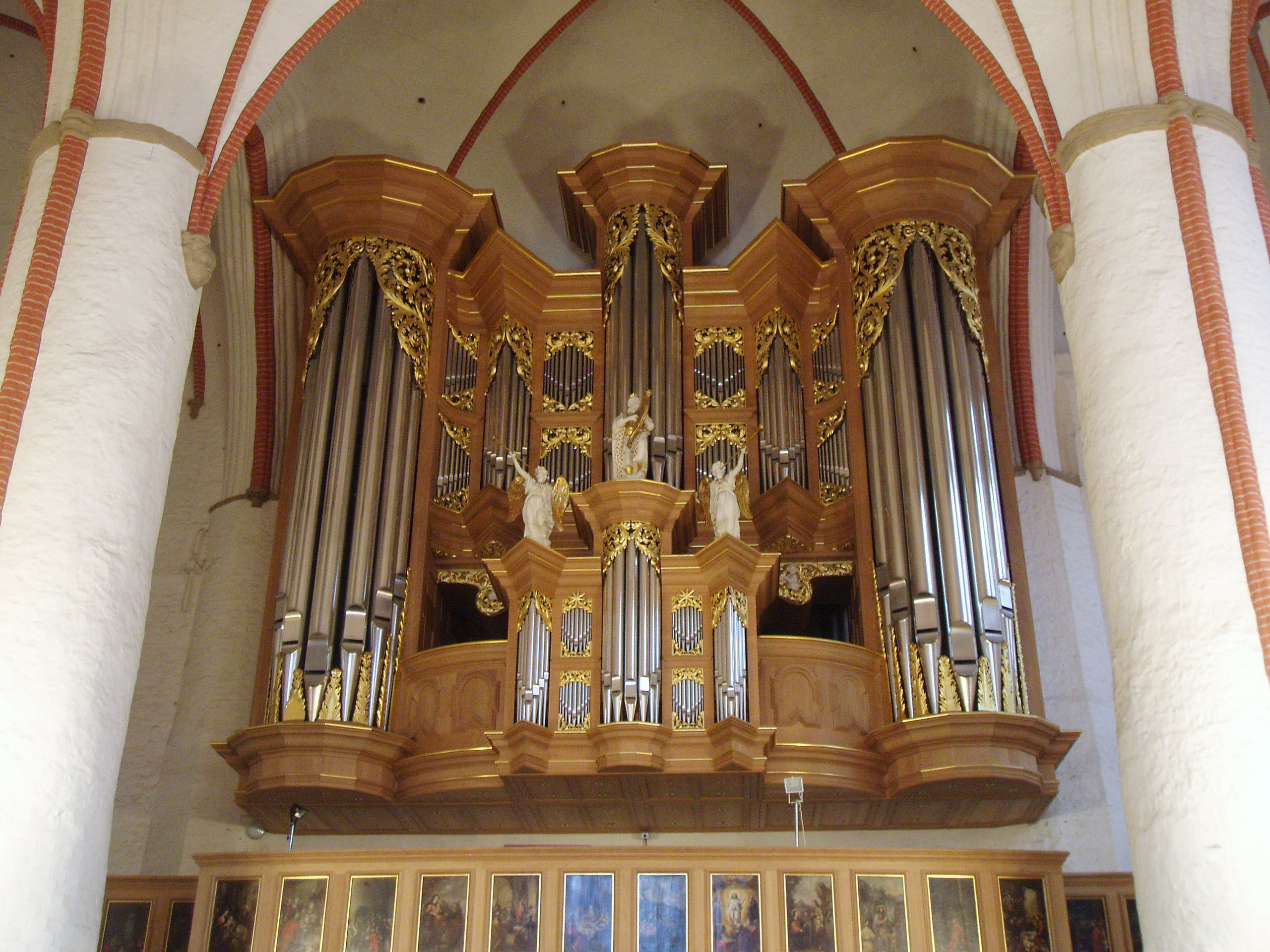
Allemagne du nord : l'orgue de St. Jacobi à Hambourg (Arp Schnitger)

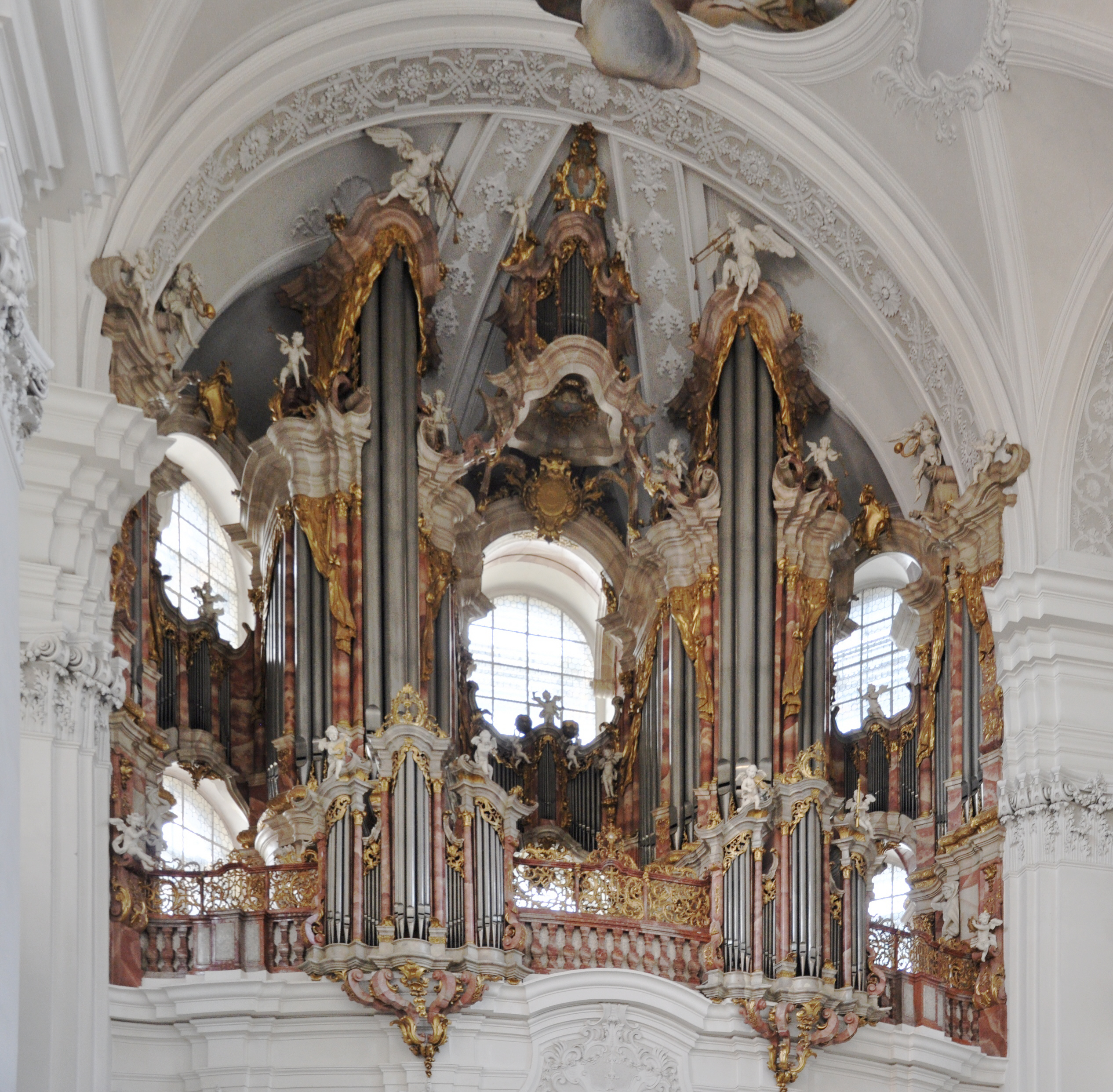
Allemagne du sud : l'orgue de l'abbatiale de Weingarten (Joseph Gabler)

La musique d'orgue allemande s'était en effet développée au XVIIIe siècle sans rupture, trouvant ses grands noms à l'issue des voies déjà tracées. 
L'orgue des Scherrer est animé par les chaconnes, préludes et fugues de Buxtehude, Bruhns, Lübeck, les chorals de Hanff. Tandis qu'en Saxe règne encore un style vocal (H. et J.C. Bach, Andreas Hammerschmidt, Zachow, Ahle), une influence lulliste survit à l'ouest (Fischer, Murschhauser). Au sud, l’héritage de Frescobaldi revit chez Johann Pachelbel, Johann Heinrich Buttstett, Andreas Armsdorff, Gottfried Kirchhoff. 
Mais, avec l'établissement de l'orgue baroque moyen, naît une école de synthèse (Johann Krieger, Johann Gottfried Walther, Georg Böhm), dont l'aboutissement génial sera J.S. Bach, chez qui la tradition allemande est complétée par son goût de la musique française (connue à la cour de Celle) et la fréquentation assidue des œuvres instrumentales italiennes : il mène à leur plus haut degré de richesse et d'expression le prélude, la fantaisie, la toccata et la fugue d'une part, de l’autre le choral (les autres genres sont à peine représentés en nombre : passacaille, canzone, fantaisie pastorale, partitas issues de l'air varié et influencées par le style français, sonates en trio qui relèveraient aussi du style de violon et de la rubrique pédagogie ou musique pure). 
De ce modèle accompli, les disciples n'ont souvent gardé que des formules qu'ils décolorent sans cesse (W.F. Bach, Altnikol, Agricola, Zang, J.T. Krebs, Kirnberger, Gerber, Homilius). 
Leurs élèves maintiennent jusqu'en plein XIXe siècle une tradition sclérosée du message de Bach (Kiffel, Ebhardt J.L. Krebs, J.C. Kuehnau, Weinlig, Fischer, Carl Gottlieb Umbreit, Chr. Friedrich Gottlieb Schwenke, J.G. Werner). 
L'Allemagne du Nord avait subi l'influence du clavecin puis de la musique d'ensemble avec Mattheson et Telemann, mais surtout après eux (C.P.E. Bach, Marpurg, Schmügel, Kellner, Rembt, B.C. Weber, Albrechtsberger, Seeger, Haessler, Van Blankenburg en Hollande). 
C'est aussi le point de départ de Georg Friedrich Haendel, qui ne distingue pas clavecin et orgue pour sa musique de clavier (ce qui n'apporte rien de neuf aux fuguistes anglais : Roseingrave, Greene, Boyce, Travers, Worgan) et qui traite un peu l'orgue en quatuor instrumental dans ses concertos. 
Cependant l'Allemagne du Sud (avec l'Autriche) ou bien se rapproche du style fugué saxon (Johann Joseph Fux, Georg Muffat, Reuffer, Koenigsperger) ou, conquise par l'art vocal italien, revient à la mélodie (Kolle, Eberlin, Czernohorsky, M. Haydn, et bientôt Mozart), évolution un peu semblable à celle qui en Italie mène d'Alessandro Scarlatti à Zipoli, au Padre Martini et à Santelli, puis, par Domenico Scarlatti, passe en Espagne à Seixas, Padre Soler, Casanovas.

## DuXIXeauXXesiècle

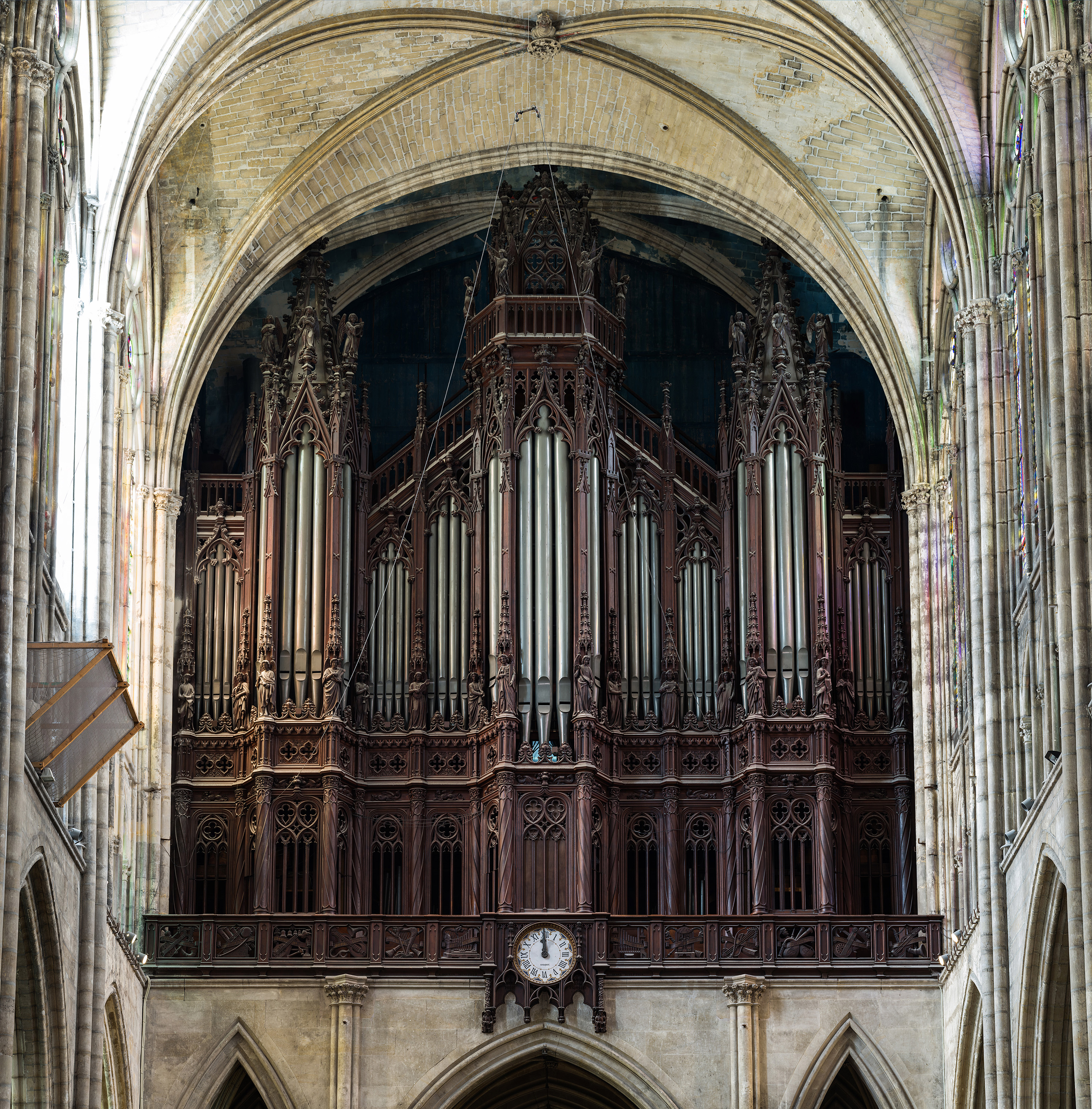
Orgue de la basilique Saint-Denis, premier orgue du facteur d'orgue Aristide Cavaillé-Coll, 1841. Cet orgue contient de nombreuses innovations telle la première machine Barker.

Partout au début du XIXe siècle, fuguistes ou musiciens d'opéra, les organistes sombrent dans la romance (Binder Georg Joseph Vogler, Johann Christian Heinrich Rinck, Lefébure-Wély, Galieri). L'orgue d'église semblait mort, l'orgue de concert, à peine né au XVIIIe, était sans répertoire sérieux. La renaissance commença par un retour aux sources, le message de Bach recueilli des derniers disciples par un virtuose (Hesse) et un symphoniste (Mendelssohn). D'où, chez les romantiques, des pages d'orgue soit quelque peu pastiches (Schumann, Brahms) soit nettement orchestrales (Liszt) ; ces dernières furent imitées (Rembt, Weinberger, Gottschalk, Rheinberger, Renner, Sjögren en Suède, Soltys en Pologne, Rodgers en Angleterre, Parker et Sowerby aux États-Unis, Maleingreau en Belgique). Cependant l’imitation des procédés et des formes de Bach reste aujourd'hui encore la grande ressource dans tous les pays (surtout protestants), soit pour nourrir savamment une inspiration courte, soit parfois pour discipliner une veine débordante (Prosig, Sechter, Reger ; Wesley, Sherwood en Angleterre ; Sandrold en Norvège, Bastian et Van Eigken aux Pays-Bas, etc.). Le message de Bach avait été transmis à la France moins par les organistes français (Benoist) que par le Belge Lemmens (élève de Fétis et de Hesse), qui envoya son élève Loret comme professeur à l'école Niedermeyer. La science musicale ainsi restaurée, aux prises avec la musique orchestrale romantique à laquelle se prêtait l’orgue symphonique, est à la source du renouveau de la musique d'orgue française.
Contre la romance pittoresque, naît d'abord un style austère, « protestant » (Chauvet, Saint-Saëns), qui recourt bientôt aux formes de la musique d'orchestre : sonate, symphonie (Alexandre Guilmant, Boëllmann, Mulet, Decaux, G. Jacob, Louis Vierne, Charles-Marie Widor), musique sérieuse qui emprunte parfois à la liturgie et n'est pas déplacée à l'église, mais sans véritable fonction religieuse (à part les sorties de messes et les marches nuptiales). Inversement des symphonistes écrivent aussi à l'occasion des pages religieuses confiées à l'orgue, avec des inspirations très variées (Ropartz, Pierné, Busser, Roussel, Schmitt, Koechlin, Arthur Honegger, Darius Milhaud, Barraine, Jacques Ibert, Georges Migot). La synthèse du style symphonique (beethovénien à bien des égards) et de la pensée chrétienne avait déjà trouvé son expression avec César Franck et ses disciples Dallier, Libert, Letocart, A. Chapuis puis Augustin Barié, Émile Bourdon, Erb, Fauchard. Une direction apparemment opposée fut donnée à la musique d'orgue, par le retour au chant a cappella et au grégorien dans l’église catholique. Il s’agissait de la « réforme cécilienne » qui, tant en Italie qu'en Allemagne (Piel, Stehie, Springer), était peu favorable à l'orgue soliste. Mais en France l'organiste trouva dans le texte liturgique une source féconde (Alexandre Guilmant, Eugène Gigout). Chacun la canalise selon son génie dans des directions variées (Panel, Marty, La Tombelle, Déodat de Séverac) ou spécialement dans le style impressionniste issu de l'improvisation (Charles Tournemire, Ermend-Bonnal, Jehan Alain). Tel est le foisonnement de l’école française depuis la fin du XlXe, dont elle continue à suivre toutes les voies successivement ouvertes, avec tous les croisements d'influences, ce qui permet à chaque compositeur un dosage très personnel, rendant toute classification trompeuse voire impossible.

## LeXXesiècle
Le XXe siècle va marquer pour l'orgue et sa musique une étape décisive et, si l'on peut dire, une cascade de bouleversements. 
D'abord l'instrument va bénéficier de tous les apports de l'ère techno-industrielle à travers la traction électrique, les combinateurs, l'électronique, l'informatique ; il va être transformé, amélioré, hybridé ; les organiers se soucient enfin de l'organiste et de son confort, les consoles deviennent ergonomiques. Ensuite l'organiste va pouvoir enregistrer, en quelque sorte immortaliser ses improvisations, chose impensable avant l'invention du gramophone. 
La musique d'orgue – écrite ou improvisée – se trouve ainsi un débouché inattendu : pouvoir être écoutée à la maison, chez soi, sur une chaîne hifi, ou n'importe où avec un baladeur. Il est vrai que ce sont toutes les musiques, toutes les expressions musicales qui ont bénéficié de l'apport constitué par l'enregistrement sonore. Mais la musique d'orgue en a tiré un plus grand profit que les autres types de musique parce que l'orgue, réputé être un instrument d'église, excessivement rare dans les salles de concerts et les auditoriums, souffrait d'isolement. 
Le disque et ensuite le CD, non plus que les émissions radiophoniques, les retransmissions de concerts à la radio ou à la télévision, devenaient ainsi un moyen de faire sortir l'orgue et sa musique de son ghetto, et tous les grands organistes du XXe l'ont bien compris. Les voici propulsés sur le devant de la scène, mener pour certains de grandes carrières de récitalistes et cette énergie nouvelle va alimenter l'inspiration de ces organistes à la fois compositeurs, concertistes et improvisateurs : Pierre Cochereau, Jeanne Demessieux, Marcel Dupré, Maurice Duruflé, Rolande Falcinelli, André Fleury, Jean Giroud, Jean-Jacques Grünenwald, Jean Guillou, Jean Langlais, Jean-Pierre Leguay, Gaston Litaize, André Marchal, Olivier Messiaen…
Les années 1950 marquent un net renouveau de la musique pour orgue. Jusqu'alors, la plupart des compositeurs écrivant pour l'orgue étaient majoritairement organistes. Désormais des compositeurs étrangers au monde de l'orgue s'intéressent à lui et l'intègrent dans leurs compositions. Cet instrument représente pour eux un terrain expérimental incomparable et ce sont des œuvres de référence qui lui sont consacrées dans le domaine si inventif de la musique contemporaine : le concerto de Poulenc, les deux concertos de Hindemith, les mikrokosmos de Bartok (écrits comme le spécifie l'auteur aussi bien pour piano, orgue ou clavecin), «Gmeeorh» de Xenakis, Volumina de Ligeti, Archipels  et Anarchipels de Boucourechliev, pour les plus connus, auxquels on ne peut manquer d'ajouter Mandala d'André Jolivet, Esquisse de Grazyna Bacewicz, Cathédrales de l'Univers d'Antoine Tisné ou la sonate de Michel Philippot, etc. La musique contemporaine à l'orgue à vent en « nappes spatiales » des clusters rejoint complètement alors en fin de siècle la musique électrifiée populaire de la guitare.
La fin du XXe retiendra aussi quelques compositeurs inattendus comme Nino Rota qui écrira une sonate et plusieurs autres pièces pour cet instrument, sans oublier l'incontestable apport du jazz avec un grand nombre d'organistes-jazz qui aident à populariser l'instrument, non seulement avec l'orgue Hammond ou l'orgue de variété mais aussi avec l'orgue à tuyau, particulièrement aux États-Unis où la tradition du Gospel a fait entrer le jazz dans les églises. On ne peut manquer de citer les plus connus : Brian Auger, Count Basie, Carla Bley, James Brown, Keith Jarrett, Don Patterson, Rhoda Scott, Jimmy Smith, Lonnie Smith, Fats Waller et tant d'autres.

## La musique d'orgue duXXIesiècle
Dans le domaine de l'orgue classique, la fin du XXe siècle a été marquée par la disparition de toute cette génération d'organistes qui a fait vivre ou revivre l'orgue jusque dans les années 1980. Si l'on a pu observer une certaine stagnation dans les années 1990, le début du XXIe siècle est clairement marqué par un grand renouveau de l'orgue.
Un renouveau d'abord par l'arrivée d'une génération de jeunes compositeurs désirant mettre l'orgue en lumière (Pierre Pincemaille, Thierry Escaich, Jean-Louis Florentz, Marc Giacone, Jean Guillou, Jean-Pierre Leguay, Xavier Darasse), aidés en cela par l'inventivité de quelques facteurs d'orgue audacieux (Kleuker, Quoirin, Decaris, Rosales, Glatter-Götz, Tamburini).
Un renouveau ensuite par l'apport incontestable de la communication par Internet, permettant aux compositeurs, organistes et organisateurs de festivals d'orgue du monde entier non seulement de se connaître mais de découvrir de nouveaux horizons, de nouveaux talents, d'échanger, partager des connaissances, des expériences et des partitions.
Renouveau enfin avec l'orgue numérique, instrument ayant atteint à partir de 2002 une maturité suffisante pour que de grands organistes acceptent de le jouer en public, en concert, sans honte, méfiance ou appréhension. L'orgue numérique s'est également avéré un moyen de faire découvrir l'orgue à un plus large public et, à travers la découverte d'un orgue numérique en appartement, d'éveiller la curiosité de découvrir un vrai orgue à tuyaux.
Si l'an 2000 était l'occasion de marquer le 250e anniversaire de la mort de Jean Sébastien Bach, c'est également cette année qui a été choisie pour démarrer une expérience musicale sans précédent : Tout commence en 1985 lorsque le compositeur américain John Cage écrit une pièce pour piano d'une durée de 20 minutes, avant de la retranscrire pour l'orgue en 1987, dans une version toute théorique à être jouée sur 639 ans, et à laquelle il donne le titre Organ²/ASLSP (abréviation de As SLow aS Possible, aussi lentement que possible). Des passionnés ont entrepris de donner corps à cette œuvre en la prenant au pied de la lettre. Le « John Cage Organ Project » est né de cette motivation : jouer sur l'orgue de l'église de Halberstadt en Allemagne l'œuvre dans sa version longue, un orgue construit en 1361, soit justement 639 ans avant que le projet ne se décide en 2000. La fin de l'exécution de l'œuvre doit, en principe, prendre fin en 2639.

### Partitions
- « For_organ » (partitions libres de droits), sur l'IMSLP